# Kölner Kreuzbrüder
Die Kölner Kreuzbrüder („fratres sancte crucis in Colonia“) waren eine Niederlassung des Ordens vom Heiligen Kreuz (Kreuzherren) in Köln, wo sie sich im Jahre 1309 an der Schildergasse ansiedelten.

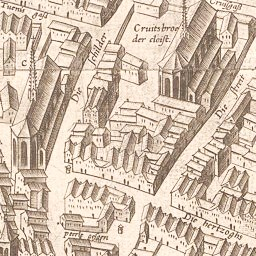
Arnold Mercator – Kölner Stadtansicht von 1570, Kreuzbrüderkloster und Umgebung (1570)

## Entstehungsgeschichte
Die Kreuzbrüder hatten sich der Armut und Betteln („paupertati et mendicitati“) verschrieben, bestritten ihren Lebensunterhalt durch Almosen und gehörten trotz dieses für Bettelorden typischen Merkmals zur Ordensfamilie der Regularkanoniker. Im Mittelpunkt der Frömmigkeit der Kreuzbrüder stand die Betrachtung der Passion Christi. Ausgangsort für die Kölner Gründung war 1298 gegründete Kloster Steinhaus bei Beyenburg. Erste Aktivitäten in Köln entwickelten die Kreuzbrüder zuvor bereits im Jahre 1287. Der Pariser Kreuzbruder Johannes Novelan von Eppa vom Orden vom Heiligen Kreuz erwarb 1287 in Köln die Gebeine der hl. Odilia von Köln, einer Gefährtin der hl. Ursula von Köln, wodurch der Orden in Deutschland bekannt wurde. Die hl. Odilia wurde zur Patronin des Ordens erhoben und ihre Gebeine 1292 ins Mutterkloster nach Huy überführt. In Köln selbst siedelten sich die ersten Kreuzbrüder ersichtlich im Jahre 1305 an, als sie ein Haus am Waidmarkt erwarben. Sie teilten sich in verschiedene Zweige auf, darunter die Heilig-Kreuz-Bruderschaft oder die Sakraments- und Agnes-Bruderschaft.

## Gründung der Kölner Kreuzbrüder
Erzbischof Heinrich II. von Virneburg gestattete am 21. April 1307 ihre Ansiedlung in Köln. Damit konnte die Stadt Köln diese klösterliche Niederlassung nicht verhindern, obwohl sie Klosterneugründungen in ihren Mauern eher ablehnend gegenüberstand, da kirchliche Institutionen steuerbefreit waren. Allerdings verzögerte sich die Ansiedlung noch bis 1309. Zwei Kreuzbrüder aus Steinhaus-Beyenburg, der Priester Reinhard und der Laienbruder Johann de Brugis, zogen auf Geheiß des sechsten Generalpriors Pater Jacobus nach Köln, um dort die Möglichkeiten einer Klostergründung zu prüfen. Die Witwe Godelindis Hardefust des Patriziers Hilger Hardefust empfing sie in ihrem Haus in der heutigen Schildergasse 84. Die Übernahme des Anwesens durch die Kreuzbrüder fand durch Reynardus Presbyter und Johannes de Brugis am 5. April 1309 statt, die Bestätigung durch Schutzbrief von Papst Clemens V. erfolgte am 15. Mai 1311. Sie verpflichteten sich zu einer Rentenzahlung von 13 Mark jährlich an die Witwe, die sich drei Zimmer vorbehielt.

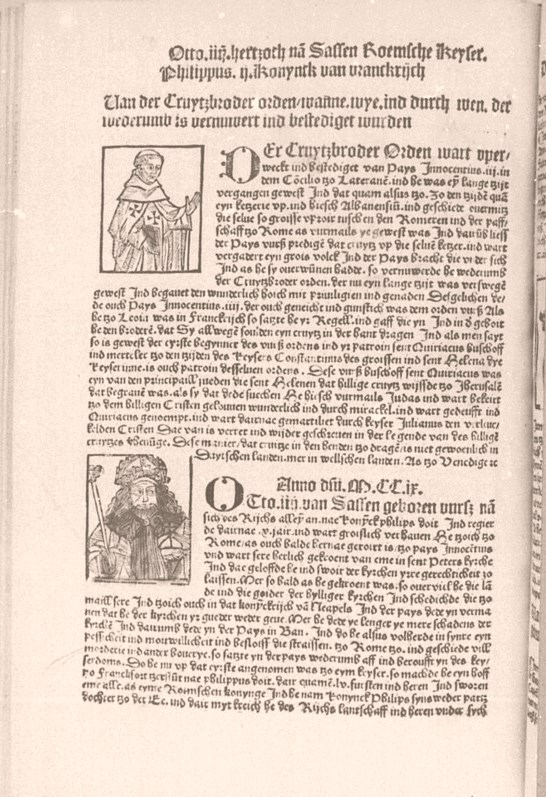
Johann Koelhoff (der Jüngere), Die Chronica van der hilliger Stat van Coellen vom August 1499, Holzschnitt, Papier, Köln, Blatt 183

Die Kreuzbrüder zogen in das Hardefust-Anwesen ein und richteten dort ein Kloster ein. Als erstes Oratorium diente die bereits vorhandene St.-Barbara-Kapelle. Zur Vermehrung ihrer Klosterbibliothek übten die Kölner Kreuzbrüder eine besonders ausgedehnte Schreibtätigkeit aus. Aus ihrer Bibliothek haben sich 97 Handschriften im Kölner Stadtarchiv erhalten. Bereits 1575 befanden sich Handschriften der Kölner Kreuzbrüder auch in der Kaiserlichen Bibliothek in Wien. Zu den Prioren gehörte als 22. Prior Theodoricus von Hall, der 1449 zum General des Ordens gewählt wurde. Dieses Amt bekleidete auch der am 21. September 1473 zum General des Ordens gewählte Vater Nicolaus von Harlem. Johannes von Bongart übernahm 1551 das Amt des Priors und gilt als Verfasser der Jahrbücher des Klosters. Ein maßgeblicher Bibliothekar ihrer „Libelli Rhenani“ genannten Bibliothek hieß Conradus de Grunenberg († 1455/1456).

## Bauwerke und Erweiterungen
1358 erhielten sie durch testamentarische Verfügung der Gertrud von Horne ein benachbartes Anwesen, wo sie für den Neubau der Kirche die Kreuzgasse durchbrachen. Die bisher genutzte und mittlerweile baufällige Barbarakapelle konnte 1390 zu einer Kirche mit Turm und Glocke ausgebaut werden und erhielt 1399 ihre Weihe. 1417 erfolgte die Erweiterung des Klosterareals, das mit einer Mauer umgeben wurde. Zwischen Schildergasse/Kreuzgasse/Streitzeuggasse bestand nun ein großer Klosterkomplex, der 1423 durch ein Geschenk von Eduard von Jülich einen weiteren Grundstücksstreifen in der Nachbarschaft nochmals Zuwachs erhielt.
Die Kölner Kreuzbrüder kauften bereits 1432 einen Hof mit 46 Morgen Land im Ingendorfer Feld, zwischen 1429 und 1443 trug der Goldschmied Peter Ketzgyn auf eigene Kosten zur Verschönerung im Innern des Klosters bei und stiftete zudem zwei Altäre. Im Jahre 1480 wurden die Kreuzbrüder vom Kölner Rheinzoll befreit, wodurch der Konvent ein Schiff mit Unkelsteinen ankaufen konnte. 1486 erweiterte sich der Klosterbesitz erneut um 3 benachbarte Häuser in der Streitzeuggasse; der prachtvolle Klosterflügel wurde 1499 vollendet. Der Patrizier Hermann Rinck ließ 1513 eine am südlichen Ende des Kirchenschiffs gelegene Kapelle errichten. Die wohlhabende Goldschmiede- und Kaufmannsfamilie Adolf Rinck (1472–1541) kaufte 1513 dem Kreuzbruder Hermann Kneyart zwei Häuser („zum großen und kleinen Kneyart“; Schildergasse 74–76) ab und errichtete auf dem Areal den bürgerlichen Prachtbau „zum goldenen Ring“ mit einer großen gewölbten Halle, den die Patrizierfamilie Rinck zu ihrem Stammsitz machte.
Die Koelhoffsche Chronik vom August 1499 widmete den Kreuzbrüdern („Cruytzbroder“) mit Blatt 183 eine ganze Seite. In Arnold Mercators Kölner Stadtansicht von 1570 ist das Areal des Kreuzbrüder-Klosters („Cruitsbroeder-cloister“) zwischen Schildergasse („schilder gaß“), Kreuzgasse („cruisgaß“) und Streitzeuggasse („streit gaß“) mit der Kreuzbrüderkirche als ummauertes Areal dargestellt. Die Kreuzbrüderkirche besaß demnach einen Dachreiter wie die schräg gegenüber auf der Südseite der Schildergasse gelegene Antoniterkirche.

## Schicksal der Bauwerke

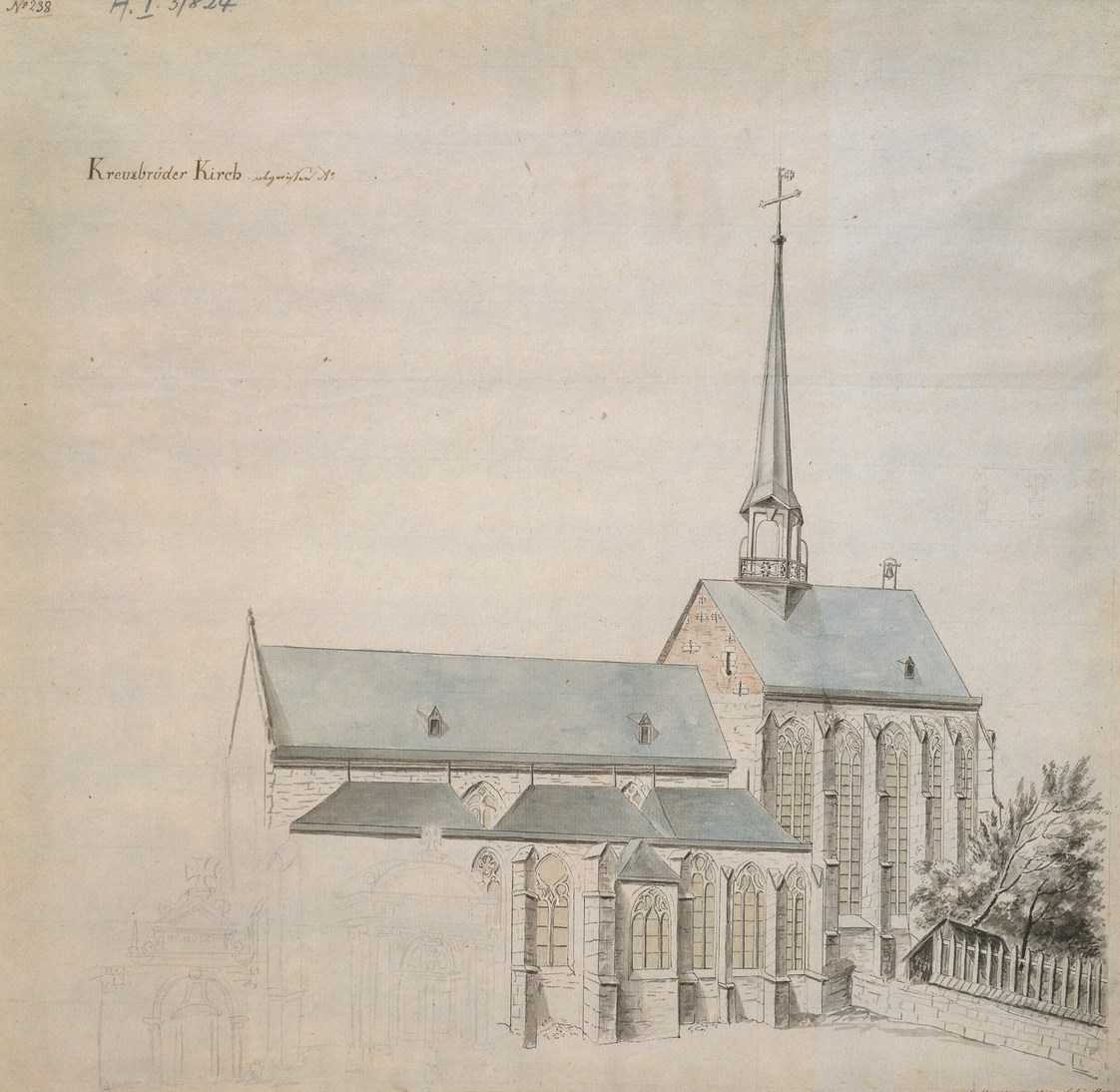
Kreuzbrüderkirche Schildergasse – Ansicht von Süden (vor 1808)

Die Kreuzbrüderkirche entstand 1737 in der Streitzeuggasse (heute Kreuzgasse und Brüdergasse) neu, fiel jedoch 1802 nebst Kloster der Säkularisation zum Opfer. In der Franzosenzeit waren Kirche und Kloster mit 30.000 Francs das zweitteuerste Bauwerk nach St. Cäcilien (35.000 Francs). Im Jahre 1804 erwarb im Wege der Versteigerung der Kölner Maurermeister Franz Leisten (1754–1833) den Komplex des Klosters der Kreuzbrüder in der Kreuzgasse, die er im November 1808 verbreitern und die Gebäude 1808 abreißen ließ. Auf dem Vorplatz der ehemaligen Kirche entstand das 1808 mit klassizistischer Fassade mit Säulenportikus und Monumentalpilastern versehene Haus Schildergasse 84, errichtet nach Entwürfen von Jakob Ignaz Hittorf, kurz bevor dieser nach Paris auswanderte und zu Ruhm gelangte. In Nr. 84 zog 1816 das königliche Polizeipräsidium ein, bis es 1913 zur Schildergasse 122 umzog. Das freigewordene Gebäude Nr. 84 übernahm am 26. Januar 1917 das Brauhaus „Zum alten Präsidium“ (Inhaber Hermann Kleinsorg). Rudolf Schwarz baute das kriegsbeschädigte Haus 1959 wieder auf, es wurde im Herbst 2011 durch ein Geschäftshaus ersetzt. An diesem ist eine Gedenktafel zur Erinnerung an die Kölner Kreuzbrüder angebracht.
An die Kölner Kreuzbrüder erinnern die heutige Kreuzgasse und Brüderstraße.

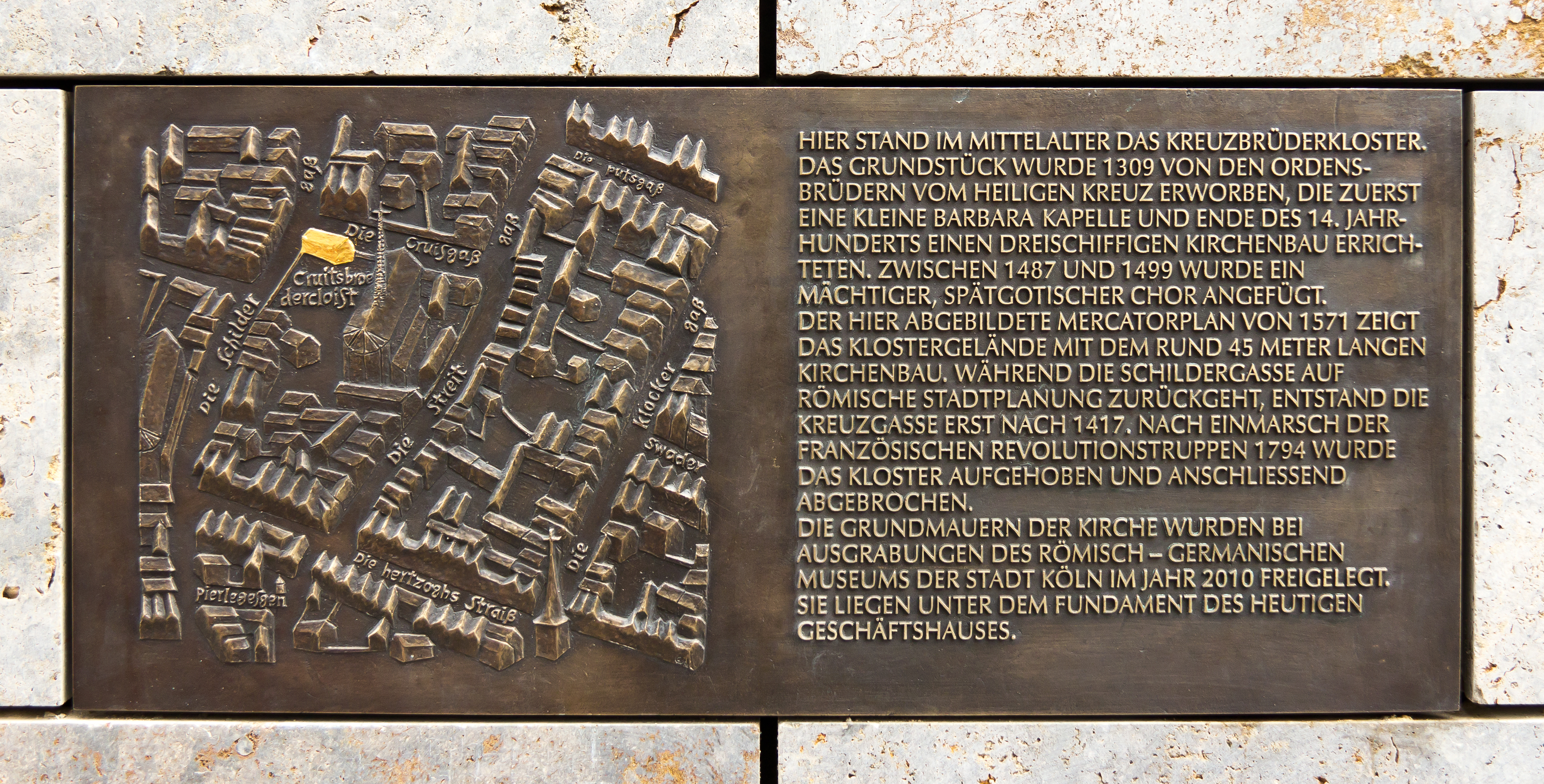
Erinnerungstafel an das Kölner Kreuzbrüderkloster. Die Tafel ist an einem 2011 neu errichteten Geschäftshaus Kreuzgasse 2a/Ecke Schildergasse angebracht